# Synapturanus
Synapturanus is een geslacht van kikkers uit de familie smalbekkikkers (Microhylidae). De groep werd voor het eerst wetenschappelijk beschreven door Ismar de Souza Carvalho in 1954.
Er zijn drie soorten die voorkomen in delen van Zuid-Amerika.

## Taxonomie
Geslacht Synapturanus
- Soort Synapturanus mirandaribeiroi
- Soort Synapturanus rabus
- Soort Synapturanus salseri